# ANK Tvank Brod na Savi
Atletski nogometni klub Tvank Brod na Savi bio je hrvatski sportski klub iz Broda na Savi (današnjeg Slavonskog Broda).
Osnovali su ga 1922. činovnici i radnici tvornice vagona.